# 1968 – Wake The World: The Friends Sessions
1968 – Wake The World: The Friends Sessions es un álbum digital de compilación de The Beach Boys editado el 7 de diciembre de 2018. Incluye tomas descartadas de sesión, pistas inéditas y versiones alternas de canciones del álbum original Friends, así como algunos materiales inéditos de Dennis y Brian Wilson. Es un sucesor a las secuelas de 1967 – Sunshine Tomorrow que se fueron editando a fines de cada año a partir de 2017.

## Lista de canciones
| N.º | Título                                                                     | Duración |  |
| 1.  | «Meant for You (alternate version with session intro)»                     | 2:17     |  |
| 2.  | «Friends» (backing track)                                                  | 2:38     |  |
| 3.  | «Friends» (a Cappella)                                                     | 2:20     |  |
| 4.  | «Wake the World» (alternate version)                                       | 2:12     |  |
| 5.  | «Be Here in the Morning» (backing track)                                   | 2:20     |  |
| 6.  | «When a Man Needs a Woman» (early take)                                    | 0:50     |  |
| 7.  | «When a Man Needs a Woman» (alternate version)                             | 2:08     |  |
| 8.  | «Passing By» (alternate version)                                           | 1:44     |  |
| 9.  | «Anna Lee the Healer» (session excerpt)                                    | 1:22     |  |
| 10. | «Anna Lee the Healer» (a cappella)                                         | 1:54     |  |
| 11. | «Little Bird» (backing track)                                              | 2:00     |  |
| 12. | «Little Bird» (a cappella)                                                 | 2:04     |  |
| 13. | «Be Still» (alternate take with session excerpt)                           | 2:09     |  |
| 14. | «Even Steven» (early version of "Busy Doin’ Nothin’")                      | 2:52     |  |
| 15. | «Diamond Head» (alternate version with session excerpt)                    | 4:33     |  |
| 16. | «New Song (Transcendental Meditation)» (backing track with partial vocals) | 1:51     |  |
| 17. | «Transcendental Meditation» (backing track with session excerpt)           | 2:22     |  |
| 18. | «Transcendental Meditation» (a cappella)                                   | 1:52     |  |
| 19. | «My Little Red Book»                                                       | 2:48     |  |
| 20. | «Away»                                                                     | 0:57     |  |
| 21. | «I'm Confessin'» (demo)                                                    | 2:17     |  |
| 22. | «I'm Confessin' / You're as Cool as Can Be 1»                              | 1:38     |  |
| 23. | «You're as Cool as Can Be 2»                                               | 1:14     |  |
| 24. | «Be Here In The Morning Darling»                                           | 3:29     |  |
| 25. | «Our New Home»                                                             | 2:02     |  |
| 26. | «New Song»                                                                 | 1:26     |  |
| 27. | «Be Still» (alternate track)                                               | 1:03     |  |
| 28. | «Rock and Roll Woman»                                                      | 2:19     |  |
| 29. | «Time to Get Alone» (alternate version demo)                               | 2:04     |  |
| 30. | «Untitled 1/25/68»                                                         | 1:07     |  |
| 31. | «Passing By» (demo)                                                        | 2:34     |  |
| 32. | «Child Is Father of the Man» (original 1966 track mix)                     | 3:36     |  |